# 北條時賴

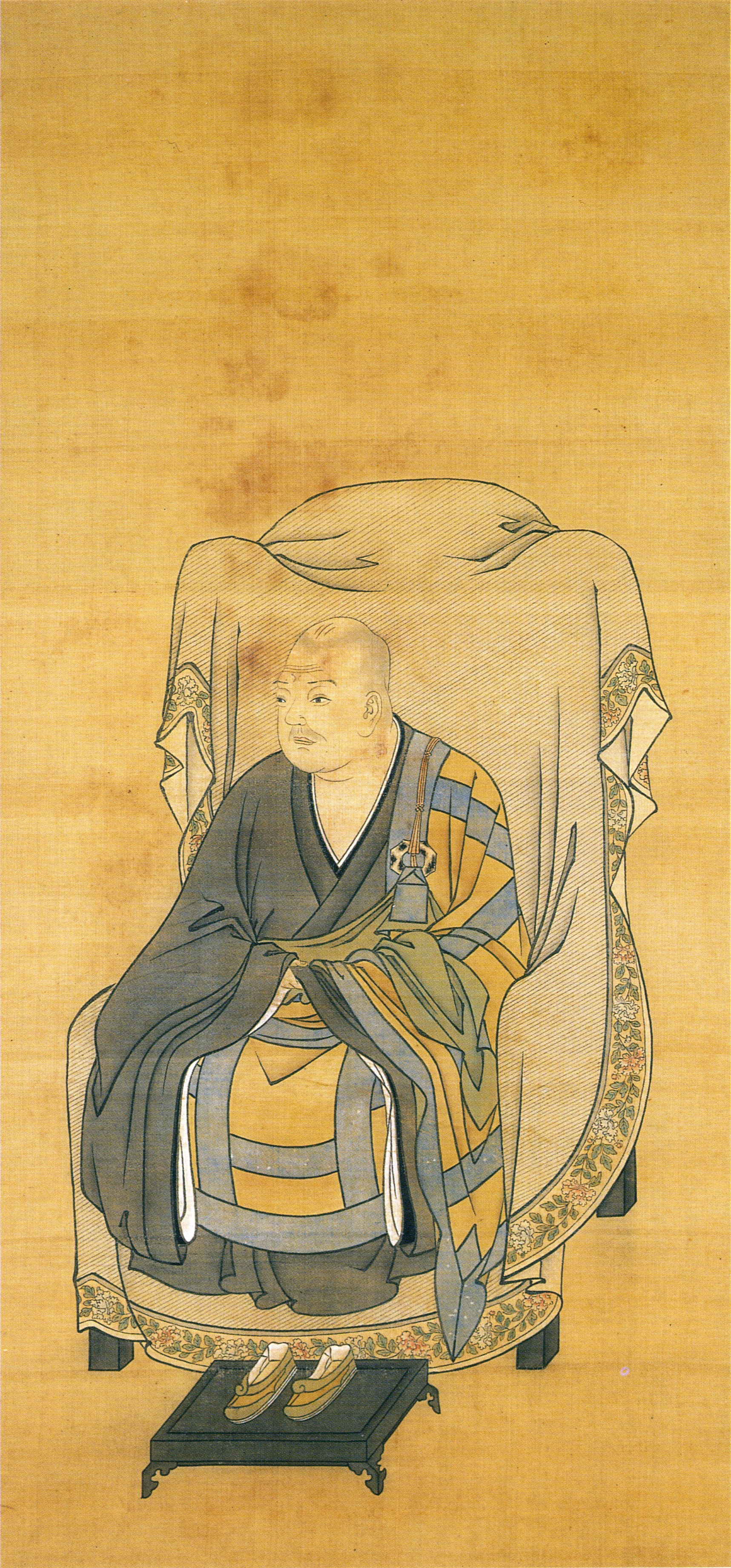
絹本著色北條時賴像（神奈川縣鎌倉市山之內建長寺藏）

北條時賴（1227年6月29日—1263年12月24日、寬元4年3月23日-弘長3年11月22日）是日本鎌倉時代幕府第五代執權，父親是北條時氏，母親是安達景盛之女松下禪尼。他是第四代執權北條經時之弟，亦是第八代執權北條時宗的父親。
當北條時賴成為執權（1246年）時，他平定了上一任征夷大將軍藤原賴經策劃的政變。第二年（1247年），他便派安達景盛帶兵於寶治合戰中消滅有力御家人三浦氏一族。此後幕府内能威脅北條氏地位的御家人皆已被清除。他重召經驗豐富的三叔公、第三任川北方六波羅探題北條重時回京都任第二任連署，並娶他的女兒為繼室。1252年，北條時賴解除第五任征夷大將軍藤原賴嗣之職，改立宗尊親王為征夷大將軍，進一步鞏固北條氏的地位。
北條時賴的良好管理一直被人民稱讚。他的主要改革工作是設置各項規定，他減少御家人守衛京都的差役，亦曾經解決御家人希望增加土地的要求。北條時賴於1249年成立了「引付」（類似現代之高等法院）的法律制度。
1256年，北條時賴讓出執權之位給他的妻舅北條長時，同時他的兒子北條時宗成為得宗，他本人則在最明寺出家。其後，北條時賴隱姓埋名前往日本各地進行實際情況檢查和改善他們的生活。北條時賴最後在1263年死於最明寺，享年37歲。

## 外部連結
维基共享资源上的相關多媒體資源：北條時賴
| 前任： 北條經時 | 鎌倉幕府執權 1246-1256 | 繼任： 北條長時 |
| 前任： 北條經時 | 得宗 1246-1256         | 繼任： 北條時宗 |